# 31e cérémonie des IDA Awards
La 31e cérémonie des IDA Awards, décernés par l'International Documentary Association, a eu lieu en décembre 2015, et a récompensé les films documentaires réalisés dans l'année.

## Palmarès

### Meilleur film
- The Look of Silence

### Meilleur court métrage
- Last Day of Freedom

### Meilleure série limitée
- The Jinx

### Meilleure série continue
- Independent Lens
- POV

### Meilleure série épisodique
- Chef's Table

### Pare Lorentz Award
- How to Change the World

### David L. Wolper Student Documentary Award
- The Archipelago

### ABC News Videosource Award
- Best of Enemies

### Creative Recognition Award Winners
- Meilleur scénario : Listen to Me Marlon – Stevan Riley et Peter Ettedgui
- Meilleure photographie : The Russian Woodpecker – Joe Beshenkovsky et Brett Morgen
- Meilleur montage : Kurt Cobain: Montage of Heck – Don Kleszy
- Meilleure musique : Best of Enemies] – Jonathan Kirkscey

### Career Achievement Award
- Gordon Quinn

### Pioneer Award
- Ted Sarandos

### Emerging Documentary Award
- Lyric R. Cabral et David Felix Sutcliffe